# Monks Kirby
Monks Kirby is een civil parish in het bestuurlijke gebied Rugby, in het Engelse graafschap Warwickshire met 445 inwoners.